# Tragia lancifolia
Tragia lancifolia är en törelväxtart som beskrevs av Moritz Kurt Dinter, Ferdinand Albin Pax och Käthe Hoffmann. Tragia lancifolia ingår i släktet Tragia och familjen törelväxter.
Artens utbredningsområde är Namibia. Inga underarter finns listade i Catalogue of Life.